# Bắn súng tại Thế vận hội Mùa hè 2016 - 10 mét súng ngắn hơi nam
Nội dung 10 mét súng ngắn hơi nam tại Thế vận hội Mùa hè 2016 diễn ra vào ngày 6 tháng 8 năm 2016 tại Trung tâm bắn súng quốc gia.
Nội dung gồm hai vòng: vòng loại và chung kết. Tại vòng loại, mỗi xạ thủ sẽ bắn 60 lượt với súng ngắn hơi ở khoảng cách 10 mét. Điểm của mỗi lượt bắn sẽ được làm tròn tới 1, với điểm tối đa là 10. Tám xạ thủ có thành tích tốt nhất tại vòng loại sẽ vào chung kết, nơi sẽ bắn thêm 20 lượt. Điểm của mỗi lượt sẽ được làm tròn 0.1, với điểm tối đa là 10.9.
Xạ thủ người Việt Nam Hoàng Xuân Vinh đã phá kỷ lục Olympic ở chung kết với số điểm 202.5, giành chiếc huy chương vàng đầu tiên trong lịch sử cho nước mình tại Thế vận hội.
Các tấm huy chương được trao bởi Mamadou Diagna Ndiaye, thành viên IOC, Senegal và Franz Schreiber, Tổng thư ký Liên đoàn bắn súng thể thao quốc tế.

## Kỷ lục
Trước giải đấu, đã từng tồn tại kỷ lục Olympic và thế giới sau:
| Kỷ lục vòng loại | Kỷ lục vòng loại       | Kỷ lục vòng loại | Kỷ lục vòng loại   | Kỷ lục vòng loại    |
| ---------------- | ---------------------- | ---------------- | ------------------ | ------------------- |
| Kỷ lục thế giới  | Jin Jong-oh (KOR)      | 594              | Changwon, Hàn Quốc | 12 tháng 4 năm 2009 |
| Kỷ lục Olympic   | Mikhail Nestruev (RUS) | 591              | Athens, Hy Lạp     | 14 tháng 8 năm 2004 |

| Kỷ lục chung kết | Kỷ lục chung kết                 | Kỷ lục chung kết | Kỷ lục chung kết   | Kỷ lục chung kết    |
| ---------------- | -------------------------------- | ---------------- | ------------------ | ------------------- |
| Kỷ lục thế giới  | Jin Jong-oh (KOR)                | 206.0            | Changwon, Hàn Quốc | 12 tháng 4 năm 2009 |
| Kỷ lục Olympic   | Luật ISSF thay đổi từ 01.01.2013 | –                | –                  | –                   |

Dưới đây là kỷ lục được lập tại giải đấu:
| Ngày                    | Nội dung  | Tên             | Quốc gia | Điểm  | Kỷ lục |
| ----------------------- | --------- | --------------- | -------- | ----- | ------ |
| Ngày 6 tháng 8 năm 2016 | Chung kết | Hoàng Xuân Vinh | Việt Nam | 202.5 | OR     |

## Vòng loại
| Hạng | Vận động viên       | Quốc gia          | 1  | 2  | 3  | 4   | 5  | 6  | Tổng | 10 điểm | Ghi chú |
| ---- | ------------------- | ----------------- | -- | -- | -- | --- | -- | -- | ---- | ------- | ------- |
| 1    | Bàng Vĩ             | Trung Quốc        | 97 | 98 | 99 | 98  | 99 | 99 | 590  | 27      | Q       |
| 2    | Jin Jong-oh         | Hàn Quốc          | 97 | 94 | 98 | 100 | 96 | 99 | 584  | 24      | Q       |
| 3    | Juraj Tužinský      | Slovakia          | 96 | 97 | 98 | 97  | 98 | 96 | 582  | 23      | Q       |
| 4    | Hoàng Xuân Vinh     | Việt Nam          | 96 | 97 | 98 | 97  | 98 | 95 | 581  | 18      | Q       |
| 5    | Giuseppe Giordano   | Ý                 | 97 | 95 | 98 | 95  | 98 | 97 | 580  | 24      | Q       |
| 6    | Jitu Rai            | Ấn Độ             | 96 | 96 | 98 | 96  | 96 | 98 | 580  | 22      | Q       |
| 7    | Felipe Almeida Wu   | Brasil            | 96 | 95 | 99 | 97  | 97 | 96 | 580  | 19      | Q       |
| 8    | Vladimir Gontcharov | Nga               | 96 | 96 | 99 | 98  | 94 | 97 | 580  | 17      | Q       |
| 9    | Dimitrije Grgić     | Serbia            | 96 | 96 | 97 | 97  | 96 | 97 | 579  | 20      |         |
| 10   | Pablo Carrera       | Tây Ban Nha       | 98 | 95 | 93 | 97  | 98 | 98 | 579  | 18      |         |
| 11   | João Costa          | Bồ Đào Nha        | 98 | 97 | 96 | 96  | 94 | 97 | 578  | 21      |         |
| 12   | Will Brown          | Hoa Kỳ            | 95 | 98 | 97 | 95  | 96 | 96 | 577  | 23      |         |
| 13   | Júlio Almeida       | Brasil            | 97 | 94 | 96 | 97  | 96 | 97 | 577  | 20      |         |
| 14   | Oleh Omelchuk       | Ukraina           | 96 | 98 | 96 | 99  | 94 | 94 | 577  | 20      |         |
| 15   | Ruslan Lunev        | Azerbaijan        | 96 | 94 | 95 | 97  | 96 | 99 | 577  | 19      |         |
| 16   | Bồ Kỳ Phong         | Trung Quốc        | 97 | 97 | 94 | 95  | 98 | 96 | 577  | 19      |         |
| 17   | Kim Song-guk        | CHDCND Triều Tiên | 98 | 95 | 97 | 95  | 97 | 95 | 577  | 18      |         |
| 18   | Jay Shi             | Hoa Kỳ            | 97 | 95 | 95 | 98  | 97 | 95 | 577  | 17      |         |
| 19   | Lee Dae-myung       | Hàn Quốc          | 98 | 96 | 95 | 95  | 97 | 96 | 577  | 12      |         |
| 20   | Gurpreet Singh      | Ấn Độ             | 94 | 96 | 93 | 99  | 99 | 95 | 576  | 21      |         |
| 21   | Yusuf Dikeç         | Thổ Nhĩ Kỳ        | 95 | 93 | 97 | 98  | 98 | 95 | 576  | 17      |         |
| 22   | Tomoyuki Matsuda    | Nhật Bản          | 92 | 95 | 96 | 98  | 97 | 98 | 576  | 14      |         |
| 23   | Vladimir Issachenko | Kazakhstan        | 94 | 97 | 96 | 98  | 95 | 95 | 579  | 19      |         |
| 24   | İsmail Keleş        | Thổ Nhĩ Kỳ        | 99 | 93 | 93 | 98  | 94 | 98 | 575  | 18      |         |
| 25   | Damir Mikec         | Serbia            | 98 | 97 | 95 | 97  | 92 | 96 | 575  | 18      |         |
| 26   | Trần Quốc Cường     | Việt Nam          | 95 | 98 | 96 | 96  | 97 | 93 | 575  | 16      |         |
| 27   | Kim Jong-su         | CHDCND Triều Tiên | 95 | 95 | 95 | 96  | 96 | 98 | 575  | 15      |         |
| 28   | Johnathan Wong      | Malaysia          | 94 | 96 | 96 | 98  | 93 | 97 | 574  | 17      |         |
| 29   | Tsotne Machavariani | Gruzia            | 96 | 97 | 95 | 97  | 95 | 94 | 574  | 16      |         |
| 30   | Samy Abdel Razek    | Ai Cập            | 96 | 92 | 96 | 96  | 97 | 97 | 574  | 14      |         |
| 31   | Vladimir Isakov     | Nga               | 94 | 93 | 96 | 96  | 98 | 97 | 574  | 12      |         |
| 32   | Atallah Al-Anazi    | Ả Rập Xê Út       | 96 | 94 | 95 | 95  | 98 | 95 | 573  | 18      |         |
| 33   | Ye Tun Naung        | Myanmar           | 96 | 95 | 96 | 92  | 96 | 97 | 572  | 19      |         |
| 34   | Samuil Donkov       | Bulgaria          | 96 | 98 | 97 | 94  | 94 | 93 | 572  | 19      |         |
| 35   | Pavlo Korostylov    | Ukraina           | 98 | 96 | 95 | 96  | 95 | 92 | 572  | 14      |         |
| 36   | Blake Blackburn     | Úc                | 91 | 97 | 95 | 96  | 96 | 95 | 570  | 10      |         |
| 37   | Jorge Grau          | Cuba              | 95 | 94 | 96 | 94  | 94 | 96 | 569  | 16      |         |
| 38   | Pavol Kopp          | Slovakia          | 96 | 93 | 97 | 95  | 94 | 94 | 569  | 12      |         |
| 39   | Rafael Lacayo       | Nicaragua         | 97 | 95 | 95 | 95  | 93 | 94 | 569  | 8       |         |
| 40   | Rashid Yunusmetov   | Kazakhstan        | 96 | 96 | 93 | 94  | 95 | 93 | 567  | 16      |         |
| 41   | Piotr Daniluk       | Ba Lan            | 96 | 96 | 97 | 95  | 94 | 89 | 567  | 14      |         |
| 42   | Miklós Tátrai       | Hungary           | 94 | 95 | 95 | 93  | 94 | 96 | 567  | 9       |         |
| 43   | Marko Carrillo      | Perú              | 94 | 92 | 97 | 96  | 92 | 95 | 566  | 11      |         |
| 44   | Daniel Repacholi    | Úc                | 91 | 97 | 97 | 95  | 96 | 89 | 565  | 13      |         |
| 45   | Ahmed Mohamed       | Ai Cập            | 93 | 93 | 92 | 94  | 98 | 94 | 564  | 13      |         |
| 46   | David Muñoz         | Panama            | 88 | 98 | 97 | 94  | 91 | 95 | 563  | 15      |         |

## Chung kết
| XH | Vận động viên             | 1    | 2    | 3    | 4    | 5    | 6    | 7    | 8    | 9    | 10   | 11   | 12   | 13   | 14   | 15   | 16   | 17   | 18   | 19   | 20   | CC    | Ghi chú |
| -- | ------------------------- | ---- | ---- | ---- | ---- | ---- | ---- | ---- | ---- | ---- | ---- | ---- | ---- | ---- | ---- | ---- | ---- | ---- | ---- | ---- | ---- | ----- | ------- |
| 1  | Hoàng Xuân Vinh (VIE)     | 10.4 | 10.4 | 10.7 | 10   | 9.8  | 10.6 | 10.1 | 9.8  | 10.1 | 10.3 | 10.6 | 10.3 | 10.4 | 10   | 9.2  | 10.8 | 9.8  | 9.3  | 9.2  | 10.7 | 202.5 | OR      |
| 2  | Felipe Almeida Wu (BRA)   | 10.5 | 10.3 | 10.4 | 10.5 | 10.7 | 10.1 | 9.9  | 9.4  | 9.5  | 10.2 | 10.4 | 9.3  | 10.4 | 9.6  | 10.1 | 10.7 | 10.0 | 9.8  | 10.2 | 10.1 | 202.1 |         |
| 3  | Bàng Vĩ (CHN)             | 8.6  | 10.1 | 10.7 | 9.4  | 10.2 | 10.5 | 10.3 | 9.9  | 10.5 | 9.8  | 10.3 | 10.6 | 8.7  | 10.4 | 9.8  | 9.8  | 10.6 | 10.2 | —    | —    | 180.4 |         |
| 4  | Juraj Tužinský (SVK)      | 10.6 | 10.2 | 10.3 | 10.5 | 10.1 | 9.7  | 10.5 | 9.9  | 10.2 | 9    | 9.9  | 10.2 | 9.4  | 9.9  | 9.1  | 9.9  | —    | —    | —    | —    | 159.4 |         |
| 5  | Jin Jong-oh (KOR)         | 10.2 | 10.5 | 9.8  | 9.7  | 9.9  | 9.8  | 9.9  | 10.5 | 9.5  | 10.4 | 9.9  | 10   | 10.6 | 9.1  | —    | —    | —    | —    | —    | —    | 139.8 |         |
| 6  | Giuseppe Giordano (ITA)   | 9.5  | 10.1 | 9.7  | 10.8 | 10.5 | 10.4 | 10.4 | 10.3 | 8.7  | 9.2  | 9.4  | 9.4  | —    | —    | —    | —    | —    | —    | —    | —    | 118.4 |         |
| 7  | Vladimir Gontcharov (RUS) | 10.2 | 9.7  | 10.5 | 10.1 | 9.1  | 9.8  | 9.9  | 9.7  | 10.7 | 9.2  | —    | —    | —    | —    | —    | —    | —    | —    | —    | —    | 98.9  |         |
| 8  | Jitu Rai (IND)            | 9.5  | 9.8  | 9.6  | 9.7  | 10.1 | 10.2 | 9.7  | 10.1 | —    | —    | —    | —    | —    | —    | —    | —    | —    | —    | —    | —    | 78.7  |         |